# Premi Tony a la millor reestrena de musical
El Premi Tony a la Millora reestrena de musical és concedit des del 1994. Abans, tant les obres de text com els musicals es consideraven de manera conjunta pel Premi Tony al Millor Revival.
El premi es concedeix a la millor obra musical que ja s'ha representat a Broadway en una producció anterior, o és vista com una peça habitual del repertori teatral.

## Guanyadors i nominats

### 1990s
| Any                                              | Músicaal                                     | Llibret                    | Música                             | Lletres |
| ------------------------------------------------ | -------------------------------------------- | -------------------------- | ---------------------------------- | ------- |
| 1994 48ns Premis Tony                            |                                              |                            |                                    |         |
| Carousel                                         | Oscar Hammerstein II                         | Richard Rodgers            | Hammerstein                        |         |
| Damn Yankees                                     | George Abbott i Douglass Wallop              | Richard Adler              | Jerry Ross                         |         |
| Grease                                           | Warren Casey i Jim Jacobs                    | Warren Casey i Jim Jacobs  | Warren Casey i Jim Jacobs          |         |
| She Loves Me                                     | Joe Masteroff                                | Jerry Bock                 | Sheldon Harnick                    |         |
| 1995 49ns Premis Tony                            |                                              |                            |                                    |         |
| Show Boat                                        | Oscar Hammerstein II                         | Jerome Kern                | Hammerstein i P. G. Wodehouse      |         |
| How to Succeed in Business Without Really Trying | Abe Burrows, Willie Gilbert i Jack Weinstock | Frank Loesser              | Frank Loesser                      |         |
| 1996 50ns Premis Tony                            |                                              |                            |                                    |         |
| The King and I                                   | Oscar Hammerstein II                         | Richard Rodgers            | Hammerstein                        |         |
| Golfus de Roma                                   | Larry Gelbart i Burt Shevelove               | Stephen Sondheim           | Stephen Sondheim                   |         |
| Hello, Dolly!                                    | Michael Stewart                              | Jerry Herman               | Jerry Herman                       |         |
| Company                                          | George Furth                                 | Sondheim                   | Sondheim                           |         |
| 1997 51ns Premis Tony                            |                                              |                            |                                    |         |
| Chicago                                          | Fred Ebb i Bob Fosse                         | John Kander                | Ebb                                |         |
| Annie                                            | Thomas Meehan                                | Charles Strouse            | Martin Charnin                     |         |
| Candide                                          | Lillian Hellman i Hugh Wheeler               | Leonard Bernstein          | Various                            |         |
| Once Upon a Mattress                             | Marshall Barer, Dean Fuller i Jay Thompson   | Mary Rodgers               | Barer                              |         |
| 1998 52ns Premis Tony                            |                                              |                            |                                    |         |
| Cabaret                                          | Joe Masteroff                                | John Kander                | Fred Ebb                           |         |
| 1776                                             | Peter Stone                                  | Sherman Edwards            | Sherman Edwards                    |         |
| The Sound of Music                               | Russel Crouse i Howard Lindsay               | Richard Rodgers            | Oscar Hammerstein II               |         |
| 1999 53ns Premis Tony                            |                                              |                            |                                    |         |
| Annie Get Your Gun                               | Dorothy i Herbert Fields                     | Irving Berlin              | Irving Berlin                      |         |
| Little Me                                        | Neil Simon                                   | Cy Coleman                 | Carolyn Leigh                      |         |
| Peter Pan                                        | J. M. Barrie                                 | Moose Charlap i Jule Styne | Betty Comden, Adolph Green i Leigh |         |
| You're a Good Man, Charlie Brown                 | John Gordon                                  | Clark Gesner               | Clark Gesner                       |         |

### 2000s
| Any                            | Músicaal                             | Llibret                    | Música                      | Lletres |
| ------------------------------ | ------------------------------------ | -------------------------- | --------------------------- | ------- |
| 2000 54è Premis Tony           |                                      |                            |                             |         |
| Kiss Me, Kate                  | Bella and Samuel Spewack             | Cole Porter                | Cole Porter                 |         |
| Jesus Christ Superstar         | Tim Rice                             | Andrew Lloyd Webber        | Rice                        |         |
| The Music Man                  | Franklin Lacey i Meredith Willson    | Willson                    | Willson                     |         |
| Tango Argentino                | Héctor Orezzoli i Claudio Segovia    | Various                    | Various                     |         |
| 2001 55è Premis Tony           |                                      |                            |                             |         |
| 42nd Street                    | Mark Bramble i Michael Stewart       | Harry Warren               | Al Dubin                    |         |
| Bells Are Ringing              | Betty Comden i Adolph Green          | Jule Styne                 | Comden i Green              |         |
| Follies                        | James Goldman                        | Stephen Sondheim           | Stephen Sondheim            |         |
| The Rocky Horror Show          | Richard O'Brien                      | Richard O'Brien            | Richard O'Brien             |         |
| 2002 56è Premis Tony           |                                      |                            |                             |         |
| Into the Woods                 | James Lapine                         | Stephen Sondheim           | Stephen Sondheim            |         |
| Oklahoma!                      | Oscar Hammerstein II                 | Richard Rodgers            | Hammerstein                 |         |
| 2003 57è Premis Tony           |                                      |                            |                             |         |
| Nine                           | Arthur Kopit                         | Maury Yeston               | Maury Yeston                |         |
| Gypsy                          | Arthur Laurents                      | Jule Styne                 | Stephen Sondheim            |         |
| La bohème                      | Giuseppe Giacosa i Luigi Illica      | Giacomo Puccini            | Giacosa i Illica            |         |
| Man of La Mancha               | Dale Wasserman                       | Mitch Leigh                | Joe Darion                  |         |
| 2004 58è Premis Tony           |                                      |                            |                             |         |
| Assassins                      | John Weidman                         | Stephen Sondheim           | Stephen Sondheim            |         |
| Big River                      | William Hauptman                     | Roger Miller               | Roger Miller                |         |
| Fiddler on the Roof            | Joseph Stein                         | Jerry Bock                 | Sheldon Harnick             |         |
| Wonderful Town                 | Jerome Chodorov i Joseph Fields      | Leonard Bernstein          | Betty Comden i Adolph Green |         |
| 2005 59è Premis Tony           |                                      |                            |                             |         |
| La Cage aux Folles             | Harvey Fierstein                     | Jerry Herman               | Jerry Herman                |         |
| Pacific Overtures              | John Weidman                         | Stephen Sondheim           | Stephen Sondheim            |         |
| Sweet Charity                  | Neil Simon                           | Cy Coleman                 | Dorothy Fields              |         |
| 2006 60è Premis Tony           |                                      |                            |                             |         |
| The Pajama Game                | George Abbott i Richard Pike Bissell | Richard Adler i Jerry Ross | Richard Adler i Jerry Ross  |         |
| Sweeney Todd                   | Hugh Wheeler                         | Stephen Sondheim           | Stephen Sondheim            |         |
| The Threepenny Opera           | Bertolt Brecht i Elisabeth Hauptmann | Kurt Weill                 | Brecht i Hauptmann          |         |
| 2007 61è Premis Tony           |                                      |                            |                             |         |
| Company                        | George Furth                         | Stephen Sondheim           | Stephen Sondheim            |         |
| The Apple Tree                 | Jerry Bock i Sheldon Harnick         | Bock                       | Harnick                     |         |
| A Chorus Line                  | Nicholas Dante i James Kirkwood Jr.  | Marvin Hamlisch            | Ed Kleban                   |         |
| 110 in the Shade               | N. Richard Nash                      | Harvey Schmidt             | Tom Jones                   |         |
| 2008 62è Premis Tony           |                                      |                            |                             |         |
| South Pacific                  | Oscar Hammerstein II i Joshua Logan  | Richard Rodgers            | Hammerstein                 |         |
| Grease                         | Warren Casey i Jim Jacobs            | Warren Casey i Jim Jacobs  | Warren Casey i Jim Jacobs   |         |
| Gypsy                          | Arthur Laurents                      | Jule Styne                 | Stephen Sondheim            |         |
| Sunday in the Park with George | James Lapine                         | Sondheim                   | Sondheim                    |         |
| 2009 63è Premis Tony           |                                      |                            |                             |         |
| Hair                           | James Rado i Gerome Ragni            | Galt MacDermot             | Rado i Ragni                |         |
| Guys and Dolls                 | Abe Burrows i Jo Swerling            | Frank Loesser              | Frank Loesser               |         |
| Pal Joey                       | John O'Hara                          | Richard Rodgers            | Lorenz Hart                 |         |
| West Side Story                | Arthur Laurents                      | Leonard Bernstein          | Stephen Sondheim            |         |

### 2010s
| Any                                              | Músicaal                                      | Llibret                                     | Música                                      | Lletres         |
| ------------------------------------------------ | --------------------------------------------- | ------------------------------------------- | ------------------------------------------- | --------------- |
| 2010 64è Premis Tony                             |                                               |                                             |                                             |                 |
| La Cage aux Folles                               | Harvey Fierstein                              | Jerry Herman                                | Jerry Herman                                |                 |
| Finian's Rainbow                                 | Yip Harburg i Fred Saidy                      | Burton Lane                                 | Harburg                                     |                 |
| A Little Night Music                             | Hugh Wheeler                                  | Stephen Sondheim                            | Stephen Sondheim                            |                 |
| Ragtime                                          | Terrence McNally                              | Stephen Flaherty                            | Lynn Ahrens                                 |                 |
| 2011 65è Premis Tony                             |                                               |                                             |                                             |                 |
| Anything Goes                                    | Guy Bolton i P. G. Wodehouse                  | Cole Porter                                 | Cole Porter                                 |                 |
| How to Succeed in Business Without Really Trying | Abe Burrows, Willie Gilbert, i Jack Weinstock | Frank Loesser                               | Frank Loesser                               |                 |
| 2012 66è Premis Tony                             |                                               |                                             |                                             |                 |
| Porgy and Bess                                   | DuBose Heyward                                | George Gershwin                             | Heyward i Ira Gershwin                      |                 |
| Evita                                            | Tim Rice                                      | Andrew Lloyd Webber                         | Rice                                        |                 |
| Follies                                          | James Goldman                                 | Stephen Sondheim                            | Stephen Sondheim                            |                 |
| Jesus Christ Superstar                           | Rice                                          | Webber                                      | Rice                                        |                 |
| 2013 67è Premis Tony                             |                                               |                                             |                                             |                 |
| Pippin                                           | Roger O. Hirson                               | Stephen Schwartz                            | Stephen Schwartz                            |                 |
| Annie                                            | Thomas Meehan                                 | Charles Strouse                             | Martin Charnin                              |                 |
| The Mystery of Edwin Drood                       | Rupert Holmes                                 | Rupert Holmes                               | Rupert Holmes                               |                 |
| Cinderella                                       | Douglas Carter Beane i Oscar Hammerstein II   | Richard Rodgers                             | Hammerstein                                 |                 |
| 2014 68è Premis Tony                             |                                               |                                             |                                             |                 |
| Hedwig and the Angry Inch                        | John Cameron Mitchell                         | Stephen Trask                               | Stephen Trask                               |                 |
| Les Misérables                                   | Alain Boublil i Claude-Michel Schönberg       | Schönberg                                   | Herbert Kretzmer                            |                 |
| Violet                                           | Brian Crawley                                 | Jeanine Tesori                              | Crawley                                     |                 |
| 2015 69è Premis Tony                             |                                               |                                             |                                             |                 |
| The King and I                                   | Oscar Hammerstein II                          | Richard Rodgers                             | Hammerstein                                 |                 |
| On the Town                                      | Betty Comden i Adolph Green                   | Leonard Bernstein                           | Comden i Green                              | Comden i Green  |
| On the Twentieth Century                         | Betty Comden i Adolph Green                   | Cy Coleman                                  | Comden i Green                              | Comden i Green  |
| 2016 70è Premis Tony                             |                                               |                                             |                                             |                 |
| The Color Purple                                 | Marsha Norman                                 | Stephen Bray, Brenda Russell i Allee Willis | Stephen Bray, Brenda Russell i Allee Willis |                 |
| Fiddler on the Roof                              | Joseph Stein                                  | Jerry Bock                                  | Sheldon Harnick                             | Sheldon Harnick |
| She Loves Me                                     | Joe Masteroff                                 | Jerry Bock                                  | Sheldon Harnick                             | Sheldon Harnick |
| Spring Awakening                                 | Steven Sater                                  | Duncan Sheik                                | Sater                                       |                 |
| 2017 71è Premis Tony                             |                                               |                                             |                                             |                 |
| Hello, Dolly!                                    | Michael Stewart                               | Jerry Herman                                | Jerry Herman                                |                 |
| Falsettos                                        | James Lapine i William Finn                   | Finn                                        | Finn                                        |                 |
| Miss Saigon                                      | Alain Boublil i Claude-Michel Schönberg       | Schönberg                                   | Boublil i Richard Maltby Jr.                |                 |
| 2018 72è Premis Tony                             |                                               |                                             |                                             |                 |
| Once on This Island                              | Lynn Ahrens                                   | Stephen Flaherty                            | Ahrens                                      |                 |
| Carousel                                         | Oscar Hammerstein II                          | Richard Rodgers                             | Hammerstein                                 |                 |
| My Fair Lady                                     | Alan Jay Lerner                               | Frederick Loewe                             | Lerner                                      |                 |
| 2019 73è Premis Tony                             |                                               |                                             |                                             |                 |
| Oklahoma!                                        | Oscar Hammerstein II                          | Richard Rodgers                             | Hammerstein                                 |                 |
| Kiss Me, Kate                                    | Bella i Samuel Spewack                        | Cole Porter                                 | Cole Porter                                 |                 |

### 2020s
| Any                                            | Músicaal                          | Llibret          | Música           | Lletres |
| ---------------------------------------------- | --------------------------------- | ---------------- | ---------------- | ------- |
| 2020 74ns Premis Tony                          | N/D                               | N/D              | N/D              | N/D     |
| 2021 no se celebrà                             | N/D                               | N/D              | N/D              | N/D     |
| 2022 75ns Premis Tony                          |                                   |                  |                  |         |
| Company                                        | George Furth                      | Stephen Sondheim | Stephen Sondheim |         |
| Caroline, or Change                            | Tony Kushner                      | Jeanine Tesori   | Tony Kushner     |         |
| The Music Man                                  | Franklin Lacey i Meredith Willson | Meredith Willson | Meredith Willson |         |
| 2023 76ns Premis Tony                          |                                   |                  |                  |         |
| Parade                                         |                                   |                  |                  |         |
| Camelot                                        |                                   |                  |                  |         |
| Into the Woods                                 |                                   |                  |                  |         |
| Sweeney Todd: The Demon Barber of Fleet Street |                                   |                  |                  |         |
| 2024 77ns Premis Tony                          |                                   |                  |                  |         |
| Merrily We Roll Along                          |                                   |                  |                  |         |
| Cabaret at the Kit Kat Club                    |                                   |                  |                  |         |
| Gutenberg! The Musical!                        |                                   |                  |                  |         |
| The Who's Tommy                                |                                   |                  |                  |         |

## Rècords

### Míltiples premis
2 premis
- The King and I
- La Cage aux Folles

### Múltiples nominacions
2 Nominations
- Annie
- Carousel
- Company
- Fiddler on the Roof (the show was also nominated for, and won, Best Revival in 1991)
- Follies
- Grease
- Gypsy (the show was also nominated for, and won, Best Revival in 1990)
- Hello, Dolly!
- How to Succeed in Business Without Really Trying
- Jesus Christ Superstar
- The King and I
- Kiss Me, Kate
- La Cage aux Folles
- Oklahoma!
- She Loves Me